# Boussens, Haute-Garonne
 Boussens  là một xã thuộc tỉnh Haute-Garonne trong vùng Occitanie ở tây nam nước Pháp. Xã nằm ở khu vực có độ cao trung bình 271 mét trên mực nước biển.